# Rue des Billettes
Pour les articles homonymes, voir Billette.
La rue des Billettes est une ancienne voie de Paris, en France, qui était située dans l'ancien 7e arrondissement et qui a été incorporée en 1890 à la rue des Archives.

## Origine du nom
Les historiens ne sont pas d'accord quant à l'origine du nom de la rue :
- selon Sauval, la rue tire sa dénomination d'une espèce de péage qu'on appelait encore de son temps « billettes », en raison d'un billot de bois qu'on suspendait à la porte de la maison où ce droit devait être payé. Pour appuyer son opinion, il dit que, dans la rue de la Verrerie conduisant à l'ancienne porte Saint-Merri, on acquittait sans doute le péage dans une maison de cette rue c'est pour ce motif que cette dernière a reçu le nom de « rue des Billettes »[pas clair] ;
- Jaillot critique cette opinion à peu près en ces termes : « Il est vrai qu'on a donné le nom de billette à une petite enseigne posée aux endroits où l'on devait le péage, mais la rue de la Verrerie n'était pas un chemin royal où l'on pût établir un bureau pour la perception d'un droit pareil. Quant aux marchandises qui devaient acquitter les droits avant d'entrer dans Paris, le paiement devait en être effectué d'un côté de la ville à la porte Baudet, et de l'autre à la porte Saint-Merri. » ;
- les frères Lazare disent que cette rue doit son nom aux religieux hospitaliers de la Charité-Notre-Dame, qui précédèrent les Carmes de l'Observance de Rennes, dans la possession du couvent situé dans cette rue. Ils croient que ces hospitaliers qui, dans l'origine, n'étaient ni tout à fait religieux, ni exactement séculiers, portaient des billettes sur leurs habits, comme des signes propres à les faire reconnaitre.

## Situation
Située dans l'ancien 7e arrondissement, quartier du Marché-Saint-Jean, cette voie commençait aux 26-28, rue de la Verrerie et se terminait aux 31-33, rue Sainte-Croix-de-la-Bretonnerie.
Les numéros de la rue étaient noirs. Le dernier numéro impair était le no 21 et le dernier numéro pair était le no 20.

## Historique
Dans des lettres de Philippe Auguste datées de 1299, cette voie est appelée vicus Jardinorum ou vicus de Jardinis, c'est-à-dire « rue des Jardins ».
Elle est citée dans Le Dit des rues de Paris, de Guillot de Paris, sous la forme « rue des Jardins ».
Dans plusieurs actes du XVe siècle, on trouve cette rue sous les noms de « rue où Dieu-fut-Bouilli » et « rue du Dieu-Bouliz », en souvenir du miracle des Billettes de 1290,.
Le jour de Pâques, le 12 avril 1290, un Juif nommé Jonathas commit un sacrilège en plongeant dans l'eau bouillante la Sainte-Hostie qui fut, miraculeusement, conservée. Le peuple, furieux, se rassembla et pénétra de vive force dans la maison. Le Juif est arrêté, condamné à mort puis brûlé vif (il ne paraît toutefois pas certain que l’accusé ait été condamné à mort car certains textes évoquent une conversion). La propriété de la rue des Jardins et les autres biens de Jonathas furent confisqués au profit du roi Philippe le Bel. La maison où le crime avait été commis fut donnée par le roi à Reinier Flaming, bourgeois de Paris, qui fit construire, en 1294, sur son emplacement, une chapelle qu'on nomma la « maison des Miracles ». Cette fondation fut autorisée par une bulle du pape Boniface VIII, donnée le 17 juillet 1295.
Au XVIe siècle, Gilles Corrozet l'appelle « rue des Billettes ».
Elle est citée sous le nom de « rue des Billettes » dans un manuscrit de 1636 dont le procès-verbal de visite, en date du 22 avril 1636, indique : « pleine de boues et d'immundices ».
La largeur de la rue est fixée à 7 m en 1793, puis à 9 m en 1818. En 1850, l'ouverture de la nouvelle rue des Deux-Portes-Saint-Jean dans le prolongement de la rue des Billettes est déclarée d'utilité publique. L'alignement de la rue des Billettes est déclaré d'utilité publique le 23 mai 1863. La rue est considérablement élargie, mais la partie est de la rue est préservée.
En 1890, la rue des Billettes, comme la rue des Deux-Portes, est incorporée à la rue des Archives.

## Bâtiments remarquables et lieux de mémoire
- L'église des Billettes est reconstruite de 1754 à 1758 sur les dessins d'un religieux dominicain nommé Claude. En 1790, le couvent des Carmes-Billettes est supprimé et devient bien national. Les 17 avril 1793 et 26 ventôse an III (16 mars 1795), une partie de ses bâtiments ainsi que son église sont vendues. Autorisée par un décret impérial rendu à Bayonne le 28 juillet 1808, l'église est rachetée par la Ville de Paris le 26 novembre 1808, qui l'affecte, en 1812, au culte luthérien.